# 最上家親
最上 家親（もがみ いえちか）は、安土桃山時代から江戸時代前期にかけての武将・外様大名。出羽山形藩の第2代藩主。最上氏の第12代当主。

## 生涯
天正10年（1582年）、最上氏の第11代当主・最上義光の次男として生まれる。伊達政宗は従兄にあたる。
文禄3年（1594年）から徳川家康の近侍として仕え、13歳で元服する。初めは父より一字を与えられて義親（よしちか）と名乗っていたが、家康の偏諱を受けて家親と改名した。文禄4年（1595年）からは家康の3男・秀忠の家臣として仕えた。これは父・義光が豊臣秀吉の死後、徳川家康が天下人になる事を予見して、早くから家親を徳川氏に仕えさせたのである。慶長5年（1600年）の関ヶ原の戦いでは秀忠に従って、西軍の真田昌幸が守る上田城攻めに参加した。
遅くとも慶長7年（1602年）以降、兄義康の所領であった旧寒河江氏所領を受け継いでいる。しかし、多忙な家親は寒河江城で家臣との面会はなかなか行えなかったようである。
慶長8年（1603年）兄の義康が不慮の死を遂げ、慶長19年（1614年）に父が病死すると、その跡を継いで最上氏第12代当主、ならびに山形藩の第2代藩主となった。同年冬から大坂冬の陣が始まると、豊臣氏と懇意にあった弟・清水義親を誅殺し徳川方に与する事を表明、江戸城の留守居役を務めた。慶長20年（1615年）の大坂夏の陣でも江戸城留守居役を務めている。
元和3年（1617年）、江戸に赴いた際に最上家の江戸屋敷にて急死した。享年36。家督は子の義俊が継いだ。

## 死因と内紛
死因については諸説があるが、『徳川実紀』においては「猿楽を見ながら頓死す。人皆これを怪しむ」とあるように、毒殺の疑い、もしくは急病死の可能性を指摘されている。
家督は嫡男の義俊が継いだが、義俊と山野辺義忠（家親の弟）との間で、内紛はさらに激化することとなった。早世したことと、次代で最上家が改易されたことにより、後世では父に似ぬ暗君という扱いを受けることがある。しかし、家親の暗愚さを伝えるような挿話は特段残されてはいない。

## 偏諱を与えた人物
- 里見親宜[1]（東根源右衛門尉親宜） - 最上氏一門。初め頼宜。家親の義兄弟（妻が家親の姉または妹の禧久姫）。最上氏改易後は預け先の徳島藩蜂須賀氏にそのまま仕え、子孫は徳島藩士として続く。

## 家親を扱った作品
- 大河ドラマ『独眼竜政宗』（1987年） - 最上家親役 堀広道（三角関係のもつれから、側室に暗殺された）
- 手塚治虫『最上殿始末』（漫画）
- フジテレビ系列『世にも奇妙な物語』「影武者」（上記を原作としている）